# Norma Croker
Norma Croker Fleming (Brisbane, 1934. szeptember 11. – Brisbane, 2019. augusztus 21.) olimpiai bajnok ausztrál atléta, rövidtávfutó, távolugró.

## Pályafutása
Az 1956-os melbourne-i olimpián 4 × 100 méteres váltóban Shirley Stricklanddel, Fleur Mellorral és Betty Cuthberttel aranyérmes lett. Ugyanezen az olimpián 200 méteren a negyedik helyen végzett. Részt vett az 1960-as római olimpián, ahol 200 méteres síkfutásban, 4 × 100 méteres váltóban és távolugrásban indult.

## Egyéni legjobbjai
- 100 méteres síkfutás - 11,6 s (1956)
- 200 méteres síkfutás - 23,5 s (1956)
- távolugrás – 6,06 m (1960)

## Sikerei, díjai
- Olimpiai játékok (4 × 100 m váltó)
  - aranyérmes: 1956, Melbourne